# Ricardo Peláez
Pour les articles homonymes, voir Peláez.
Ricardo Peláez Linares est un footballeur mexicain, né à Mexico, le 14 mars 1963.

## Biographie
En tant qu'attaquant, il fut international mexicain à 49 reprises (1989-1999) pour 16 buts.
Il participa à la Gold Cup 1996. Il inscrit un doublé contre Saint-Vincent-et-les-Grenadines. Il participa à la finale contre le Brésil et remporta la Gold Cup 1996.
Sa dernière compétition internationale avec le Mexique fut la Coupe du monde de football 1998, en France. Il joue 3 matchs sur 4 (Allemagne, Corée du Sud et Pays-Bas), les 3 en tant que remplaçant. Il reçoit un carton jaune contre les Pays-Bas. Dans cette coupe du monde, il inscrit deux buts : un contre la Corée du Sud (3-1, but à la 51e minute) et un contre les Pays-Bas (2-2, but à la 75e minute).
Il joua dans 3 clubs mexicains (Club América, Club Necaxa et Chivas de Guadalajara), remportant 3 championnat du Mexique, une Coupe du Mexique et une supercoupe du Mexique. Il fut finaliste de la Ligue des champions de la CONCACAF en 1996. Il est l'un des dix meilleurs buteurs du championnat du Mexique de football (184 buts en 167 matchs).

## Clubs
- 1985-1986 :  Club América
- 1986-1997 :  Club Necaxa
- 1997-1998 :  Club América
- 1998-2000 :  Chivas de Guadalajara

## Palmarès
- Ligue des champions de la CONCACAF
  - Finaliste en 1996
- Supercoupe du Mexique de football

- - Vainqueur en 1995
- Coupe du Mexique de football
  - Vainqueur en 1995
- Championnat du Mexique de football
  - Champion en 1986, en 1995 et en 1996
  - Vice-champion en 1996 (invierno)
- Gold Cup (CONCACAF)
  - Vainqueur en 1996